# Otonycteris hemprichii
Otonycteris hemprichii är en fladdermusart som beskrevs av Peters 1859. Otonycteris hemprichii är ensam i släktet Otonycteris som ingår i familjen läderlappar. IUCN kategoriserar arten globalt som livskraftig. Inga underarter finns listade i Catalogue of Life.
Arten blir 73 till 81 mm lång (huvud och bål) och haren 47 till 70 mm lång svans. Den väger 18 till 20 g och har 57 till 67 mm långa underarmar. Pälsen har på ovansidan en sandbrun till mörkbrun färg. Vid buken är pälsen vitaktig. Öronen är på hjässan sammanlänkade med ett band av hud. De är med cirka 40 mm längd påfallande långa.
Denna fladdermus förekommer med flera från varandra skilda populationer i norra Afrika, på Arabiska halvön och i västra Asien fram till norra Indien. Habitatet utgörs av öknar och halvöknar.
Individerna vilar i bergssprickor eller i byggnader. De jagar flygande och marklevande insekter. Under jakten använder de ekolokalisering. Dräktiga honor bildar ofta egna flockar med 3 till 15 medlemmar. Per kull föds allmänt två ungar.